# Cultura occidentală

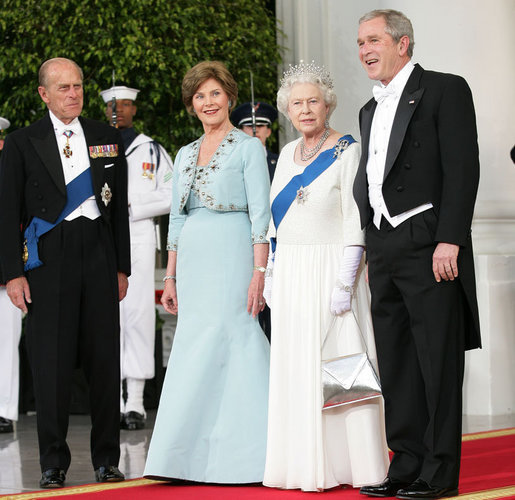
Dineu oferit în onoarea reginei Elisabeta a II-a a Marii Britanii de președintele George W. Bush, Casa Albă, 2007.

Cultura occidentală este extinderea și dezvoltarea culturii Europei în teritoriile denumite generic „lumea occidentală”. Rădăcinile culturii occidentale sunt civilizația greco-romană și creștinismul occidental.